# 박문각
박문각 그룹(대표 박용)은 공무원 수험을 주축으로 하는 40년 전통의 종합 수험교육 전문 기업이다. 1972년 행정고시학원 설립 이래 지속적으로 사업 영역을 확장해 현재 노량진-강남-종로를 거점으로 한 학원 사업과, 이를 기반으로 한 교육포털서비스 및 온라인 강의 사업, 각종 수험서의 출판 및 제작 사업 등을 진행하고 있다. 주요 그룹사로는 박문각에듀스파, 박문각남부고시학원, 박문각강남고시학원, 박문각종로고시학원, 박문각임용고시학원, 박문각남부경찰학원, 박문각출판 등이 있으며, 각 영역간의 시너지로 공무원, 공인중개, 임용, 자격증, 영어, 취업교육 등 각종 수험 및 성인교육 분야 전 영역에 걸쳐 온·오프라인을 넘나드는 다각적 서비스를 제공하고 있다.

## 관련 사이트
- 박문각 홈페이지
- 에듀스파 홈페이지
- 온라인 쇼핑몰 홈페이지
- 박문각임용고시 네이버 블로그
- 박문각임용고시 트위터
- 박문각임용고시 유튜브
- 박문각임용고시 네이버 TV